# Campoctonus carinatus
Campoctonus carinatus är en stekelart som först beskrevs av Léon Abel Provancher 1879.  Campoctonus carinatus ingår i släktet Campoctonus och familjen brokparasitsteklar. Inga underarter finns listade.